# Pieve di Bellano
La pieve di Bellano o pieve dei Santi Nazaro e Celso di Bellano (in latino: Plebis Bellani o Plebis Sanctorum Nazarii et Celsii Bellani) era il nome di un'antica pieve dell'arcidiocesi di Milano e del ducato di Milano con capoluogo Bellano. 
I patroni erano i santi Nazaro e Celso, ai quali è ancora oggi dedicata la chiesa prepositurale di Bellano.

## Storia
La pieve di Bellano è apparentemente una delle più tarde a sorgere in quanto viene attestata per la prima volta solo da Goffredo da Bussero nel suo "Liber notitiae sanctorum Mediolani" che la cita anche come istituzione plebana avente un collegio canonicale. Da alcune ricerche è tuttavia emerso come le prime comunità cristiane nella pieve di Bellano si siano costituite nel V secolo.
Nel 1341 l'antica chiesa, che era dedicata a san Giorgio, venne parzialmente distrutta da un'esondazione del torrente Pioverna e venne successivamente ricostruita. Fu solo verso la metà del XIV secolo che, al completamento dei lavori, la nuova prepositurale venne dedicata ai Santi Nazaro e Celso e così la pieve ebbe due nuovi santi patroni. Nel Quattrocento, però, la pieve era in piena decadenza e vi si trovavano solo quattro canonici compreso il prevosto già all'epoca della visita dell'arcivescovo Gabriele Sforza nel 1455.
Col Rinascimento la pieve assunse anche una funzione amministrativa civile come ripartizione locale della Provincia del Ducato di Milano, al fine di ripartire i carichi fiscali e provvedere all'amministrazione della giustizia. Se però la pieve ecclesiastica esercitava i suoi poteri anche sulla Squadra della Muggiasca ossia Vendrogno, la pieve civile limitava la sua giurisdizione sulla sola Bellano, costituendo così un singolare caso di pieve monocomunale.
Dopo il concilio di Trento, a Bellano venne costituita una vicaria che andò ad affiancarsi quasi completamente all'attività dell'antica pieve. Dal punto di vista civile, la pieve amministrativa fu oggetto di un esperimento riformatore di stampo illuminista da parte dell'Imperatore Giuseppe II, che nel 1786 la incluse nella Provincia di Como, provvedimento però cancellato dopo soli cinque anni dal fratello Leopoldo II, imperatore ben più conservatore. La pieve fu poi soppressa nel 1797 in seguito all'invasione di Napoleone e alla conseguente introduzione di un nuovo ma effimero distretto.
Ecclesiasticamente invece, Bellano continuò ad essere vicariato sino al 1972 quando, con le soppressioni volute dal sinodo indetto nella regione dal cardinal Colombo, arcivescovo di Milano, le pievi vennero definitivamente soppresse. A quel tempo la pieve aveva un'area di 11 km² e una popolazione di 3.768 abitanti, mentre oggi il suo territorio ricade sotto il decanato dell'Alto Lario e comprende 8 parrocchie.

## Territorio
Nella seconda metà del XVIII secolo, il territorio della pieve era così suddiviso:
| Pieve civile      | Pieve ecclesiastica                                            |
| Comune di Bellano | Parrocchia prepositurale dei Santi Nazaro e Celso              |
| --                | Parrocchia di San Lorenzo Parrocchia di San Gregorio in Noceno |